# 多維新聞
多維新聞是一个发表转载和原创新闻和评论的网站，读者以海外华人华侨为主，长期遭到中国大陆封锁，网站最终于2022年关闭。“多维”指网站刊载多元观点，月刊包括多维國際版、多维台灣版兩種版本雜誌月刊。

## 历史
网站开通于1999年1月，受到了美国风险投资的资助。网站由何頻创办，熊万里也是投资者和创办者，投资高达5000万人民币。
2000年，美国互联网泡沫破灭之后，多维陷入了财务危机，财务紧张加上广告销售不良。网站通过软件改版，多维节约了服务器开销，但同时造成访问量下降20%。
2003年，网站处于亏损，但多次获得融资。
2009年9月，香港商人于品海的中国数码信息有限公司收购了网站部分股权。此后，多维陷入混乱，何频不再积极管理，老员工纷纷离职。对于此收购，创始人何频认为：“靠官方在海外建立和收购媒体是一种笨重的办法，只有用更开放的心态面对西方媒体，或者让中国人的民间媒体用专业手法进入西方，才能使中国的形象降低扭曲度”。《凤凰周刊》记者田路注意到：“多少显露出，国内在互联网信息的攻防战中，已经由单纯的建造‘围墙’，开始走向在‘围墙’外设点主动出击。”随后，网站总部迁往了中国数码的北京办公地点数码庄园。
2021年底，多維台北編輯部結束運作。2022年4月26日16時（UTC+8）起，多維新聞網站與APP關閉，北京編輯部亦停止運作，編輯部員工約50-60人大部分被遣散，少數轉至香港01。现访问其网站将会跳转至香港01。

## 政治倾向
創辦初期网站以观点“多维”为特色，区别于传统媒体存在特定倾向。创始人何频这样解释网站的立场：
至少因为两点，一是中国人的生活形态、政治制度比任何国家、民族都要复杂，大陆、港澳、台湾的社会制度、生活方式差异很大，还有海外华人，但是彼此的关系越来越密切，大家需要一个开放的新闻平台彼此了解对方，多维正是这样一个平台；二是中国正在一个复兴、转型、发展，融入世界主流文明的阶段，但对中国的前途，统一或独立，制度的模式等等，有不同的看法，包容这些不同的观点，可以使我们更理性地选择未来之路。所以，你看到多维发表的文章并不是在宣示一种立场。
多维曾转载过大量新华社、中新社、中央社等两岸官方媒体消息，也有很多对民运、法轮功、以及各种异见人士的报道。全球各地人士会主动投稿，丰富多维的评论内容。各种政治观点在言论、论坛等板块冲突，2010年前曾刊发批评自身网站的文章。
有观点认为，在2010年被香港商人于品海收购后，多维在部分上“已经成为中共大外宣的媒体之一”。另一些观点则认为，多维虽然此前对中共“小骂大帮忙”，但可能因为对习近平的防疫政策及寻求连任等进行了直接批判，触怒习近平而被关闭。

## 獎項
多維新聞憑《中國水污染調查：暗管遍布 陝蒙交界被浸染的村莊》圖片報道，於總部設於香港的非營利組織亞洲出版業協會（SOPA）「2019年度卓越新聞獎」頒獎禮奪得「卓越攝影獎」大獎。